# (296950) Robertbauer
Pour les articles homonymes, voir Robert Bauer et Bauer.
(296950) Robertbauer est un astéroïde de la ceinture principale.

## Description
(296950) Robertbauer est un astéroïde de la ceinture principale. Il fut découvert le 4 mars 2010 aux États-Unis par le programme WISE. Il présente une orbite caractérisée par un demi-grand axe de 3,16 UA, une excentricité de 0,18 et une inclinaison de 30,1° par rapport à l'écliptique.

## Compléments